# 袁寿其
袁寿其（1963年4月—），男，汉族，上海市金山区人，中国流体机械及工程专家，中国共产党党员。江苏理工大学农业机械设计制造专业毕业。曾任江苏大学党委书记。

## 生平
2001年8月，任江苏大学副校长。2006年12月，任江苏大学校长。2013年，当选第十二届全国人民代表大会江苏地区代表。2016年6月，任江苏大学党委书记。2017年1月，不再担任江苏大学校长。2023年5月，卸任江苏大学党委书记职务。